# Самарджия, Боян
Боян Самарджия (босн. Bojan Samardžija; 5 декабря 1985, Соколац, СФРЮ) — боснийский лыжник и биатлонист, участник Олимпийских игр 2006 года.

## Биография
В биатлон пришёл в 1999 году. Тренировался у Томислава Лопатича. С 2003 года Боян входил в национальную сборную Боснии и Герцеговины.